# ガブリエル〜不滅の愛〜
ガブリエル〜不滅の愛〜（ガブリエル ふめつのあい、Gabriel Amor Inmortal）はアメリカ合衆国のテレビドラマ。日本ではLaLa TVで2010年12月6日より2011年2月14日本編放送　メイキング2011年2月21日放送。全11話。

## あらすじ
300年前ガブリエルはある男に襲われて吸血鬼となり、殺された最愛の妻ビビアナに生き写しの看護師エバと出会う。

## キャスト
- ガブリエル・マルケス (Gabriel Marquez) - チャヤン (Chayanne)
- エバ・レオン (Eva Leon)  - アンヘリカ・セラヤ (Angélica Celaya)
- フランシスコ・ピサロ (Francisco Pizarro) - José Luis Rodríguez 'El Puma'
- ミゲル神父 (Padre Miguel) - Juan David Ferrer
- ヴァネッサ (Vanessa) - Mirta Renee
- パドロン医師 (Dr. Padron) - Julián Gil
- マリベル (Maribe) - Laura Ferreti
- ブルーノ (Bruno) - Freddy Viquez
- サンドロ神父 (Padre Sandro) - Álvaro Ruiz
- サントーリ (Santori) - Sebastian Ligarde
- ホルヘ神父 (Padre Jorge) - Renato Rossini

## サブタイトル
- 1話 罪深き闇の住人
- 2話 愛する者との別れ
- 3話 新たなる敵
- 4話 舞い降りた死の天使
- 5話 血塗られた運命
- 6話 闇に伸びる魔の手
- 7話 真実を知る時
- 8話 よみがえった悪魔
- 9話 戦いの幕開け
- 10話 守るべきもの
- 11話 最後の光
- 特番 ガブリエル〜不滅の愛〜知られざる舞台裏